# Чедомир Бугарски
Чедомир Бугарски (Бечеј, 1943 — Бечеј, 4. јануар 1993) био је српски и југословенски рукометаш.

## Биографија
Рођен је 1943. године у Бечеју. Отац му се звао Зоран, а мајка Олга. Имао је и брата Светозара. Као ђак Школе ученика у привреди, почео је прво да тренира фудбал. Вероватно због другова и друштва, почиње да тренира рукомет, за који је имао фантастичне предиспозиције. Био је играч те успешне бечејске рукометне екипе, заједно са Миодрагом Малешевим, Александром Обровачким, Слободаном Боројевићем, браћом Душаном и Мирославом Кричковић, Радославом Поповићем, Тибором Кењијем, Браниславом Милићевим, Стеваном Тобжићем, Миклошем Ердегом, Александром Башићем и другима. Играо је на позицији пивота.
Бечеј напушта 1966. године и наредних десет година игра за прволигашку екипу Црвенке. У новом рукометном клубу играо је заједно са Слободаном Копривицом, Слободаном Мишковићем, Зораном Живковићем – Тутом, Петром Фајфрићем и другима. Са екипом Црвенке је освојио првенство Југославије 1969. године и два пута Куп Југославије. За репрезентацију Југославије први наступ је имао на Ташмајданском турниру. У репрезентацији је играо заједно са Хрвојем Хорватом, Абасом Арсланагићем, Зораном Живковићем, Ђоком Лаврнићем, Браниславом Покрајцем и Миланом Лазаревићем. Круну играчке каријере доживео је на Олимпијским играма 1972. године у Минхену, где је освојио златну медаљу. Учествовао је и на два светска првенства, у Француској 1970. године и ондашњој ДР Немачкој, 1974. године. На оба првенства Југославија је освојила бронзану медаљу.
Из породичних разлога, враћа се у Бечеј 1976. године. Извесно време је играо, а затим и тренирао бечејски Фадип. У бечејском рукомету је остао још пар година, а после је постао секретар Секретаријата за физичку културу општине Бечеј.
Разболео се 1991. године и његов животни пут се ближио крају. Преминуо је 4. јануара 1993. године. Иза себе је оставио супругу Радмилу, сина Бојана и ћерку Тамару.
Чеда Бугарски је био проглашен за најбољег рукометаша на трећем по реду Купу првака у Загребу, 1975. године. У Сарајеву је прославио јубилеј – педесету утакмицу у репрезентацији Југославије. Постхумно је награђен златном значком Олимпијског комитета од стране председника Хуана Антонија Самарана.
Једини је Бечејац који је освојио златну олимпијску медаљу.

## Успеси
Југославија
- медаље
- злато Олимпијске игре 1972. Минхен.
- бронза 1970. Француска.
- бронза 1974. Источна Немачка.

Црвенка
- Првенство СФР Југославије : 1968/69.